# Raymond Peynet
Pour les articles homonymes, voir Peynet.
Raymond Peynet est un dessinateur humoristique, illustrateur et graveur français né à Paris le 16 novembre 1908 et mort à Mougins (Alpes-Maritimes) le 14 janvier 1999.
Il est célèbre pour avoir créé en 1942 le couple d’amoureux qu’il a dessiné sur de nombreux supports, dont des timbres-poste.

## Biographie
Raymond Jean Peynet naît le 16 novembre 1908 dans le 16e arrondissement de Paris.
À quinze ans, Raymond Peynet entre à l’école Germain-Pilon, future école des arts appliqués à l’industrie à Paris. À sa sortie, dans les années 1920, il commence à travailler en tant qu'illustrateur pour la presse et les catalogues des grands magasins.
En 1930, il épouse Denise Damour qu'il avait rencontrée lors de sa première communion et avec laquelle il aura une fille, Annie.
En 1942, il crée les « amoureux », un couple, qui sera décliné dans de nombreux supports.
Dans une grande variété de styles, outre de nombreuses illustrations de livres, Peynet a aussi axé son travail sur la production d'affiches publicitaires puis, dans les années 1980, de lithographies représentant les amoureux dans des scènes variées, et d'eaux-fortes sur le thème des signes du zodiaque.
Raymond Peynet meurt à Mougins le 14 janvier 1999 à l'âge de 90 ans.

## Les «amoureux»

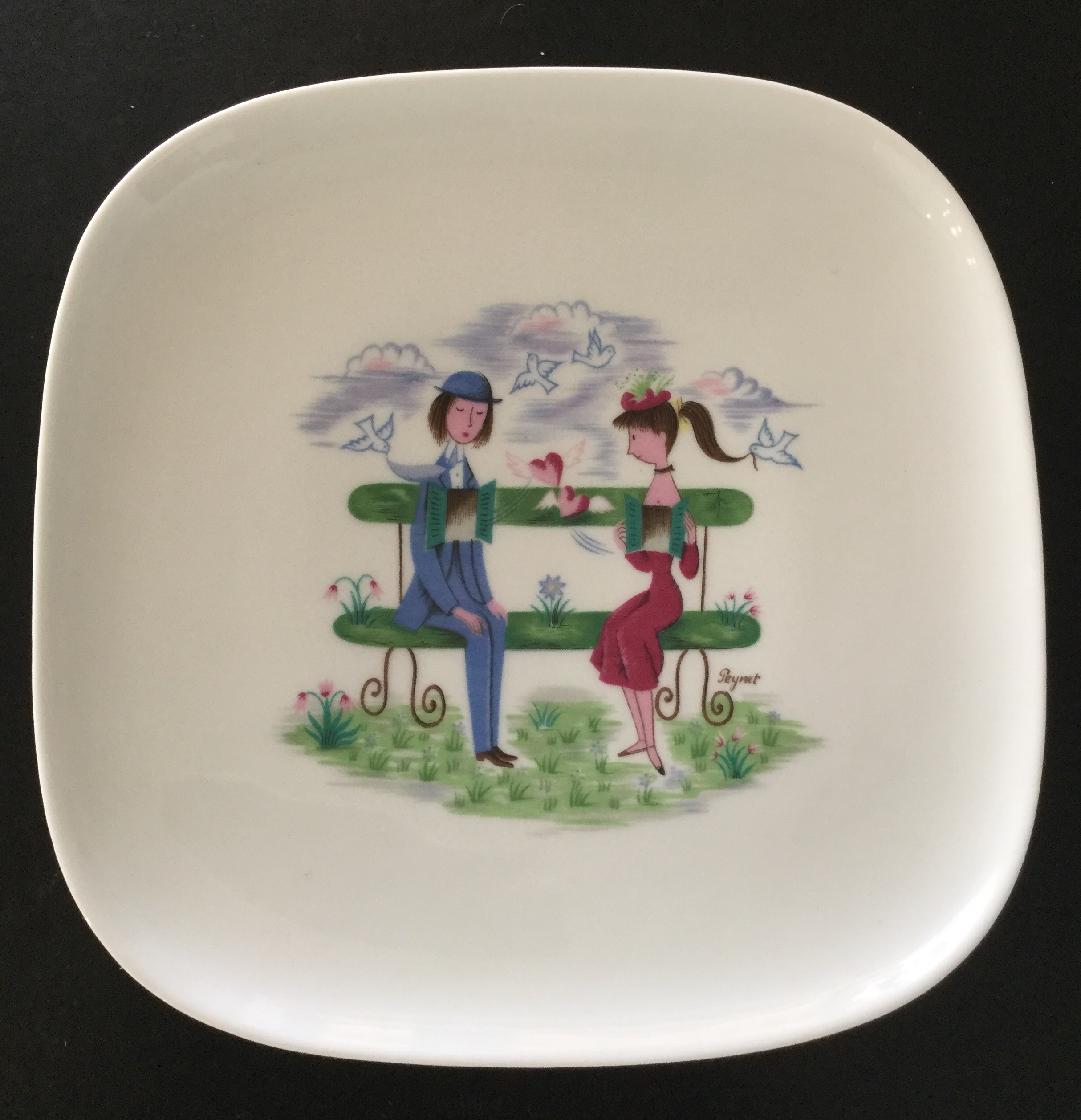
Une assiette Rosenthal avec une représentation des « amoureux ».

Les « amoureux », le poète et sa compagne, sont créés par Peynet en 1942, à Valence, inspiré par un kiosque à musique connu depuis sous le nom de kiosque Peynet. Ils auraient inspiré la chanson Les Amoureux des bancs publics de Georges Brassens bien que cette hypothèse soit controversée.
Dans les années 1960 et 1970, les bijoux Murat produisent de très nombreuses médailles, des épingles à cravates et boutons de manchettes, plus rarement des montres, en plaqué or, or ou argent, à l'effigie des amoureux de Peynet. Ces bijoux sont aujourd'hui collectionnés. Des tirages à partir des moules d'origine et de nouvelles séries sont encore aujourd'hui édités.
De même, dans les années 1950 et 1960, les poupées en mousse de latex des amoureux de Peynet connaissent un grand succès — environ 6 millions d'exemplaires vendus —, avant d'être détrônées par les poupées Barbie. Les poupées Peynet sont activement collectionnées, mais le latex s'est souvent dégradé avec le temps. Des éditions récentes, souvent de moindre qualité, s'inspirent de cette production.
Les personnages figurent également sur des porcelaines (Couleuvre dans les années 1950, Rosenthal dans les années 1960).
Les amoureux sont déclinés en timbres en 1985 en France, en oblitération à la poste de Saint-Valentin dans l’Indre chaque 14 février et en cartes postales. Le timbre français de 1985, « La Saint-Valentin de Peynet », est  de couleurs pastel. La scène champêtre représente un couple d’amoureux près d’une boîte aux lettres en forme de cœur dans laquelle deux anges postent des enveloppes.
En 2000, La Poste française reprend ces deux personnages pour un timbre-hommage à l'illustrateur mort l'année précédente, représentant cette fois-ci les deux personnages près d'un kiosque à musique.
En 2002 sort également une bouteille de champagne dont l'étiquette et la plaque de muselet sont illustrées par les amoureux de Peynet, pièces devenues rares. Une seconde série de bouteilles est éditée en 2004, ce qui fait cinq capsules différentes.
En 2022, son arrière petite fille lui rend hommage dans une émission spéciale de Affaire conclue consacrée à la Saint-Valentin, et au cours de laquelle elle met à la vente le célèbre couple d'amoureux de son grand-père version Roger Capron.

## Décoration
- Commandeur de l'ordre des Arts et des Lettres (1987)[5]

## Postérité
En France, deux musées sont consacrés à Peynet : le musée Peynet et du Dessin humoristique à Antibes et un autre à Brassac-les-Mines, la ville natale de sa mère. Au Japon, il existe également deux musées consacrés à l'œuvre de Peynet, à Karuizawa et Sakuto.
Raymond Peynet a fortement marqué les illustrateurs des années 1960 tels qu'Alain Grée.

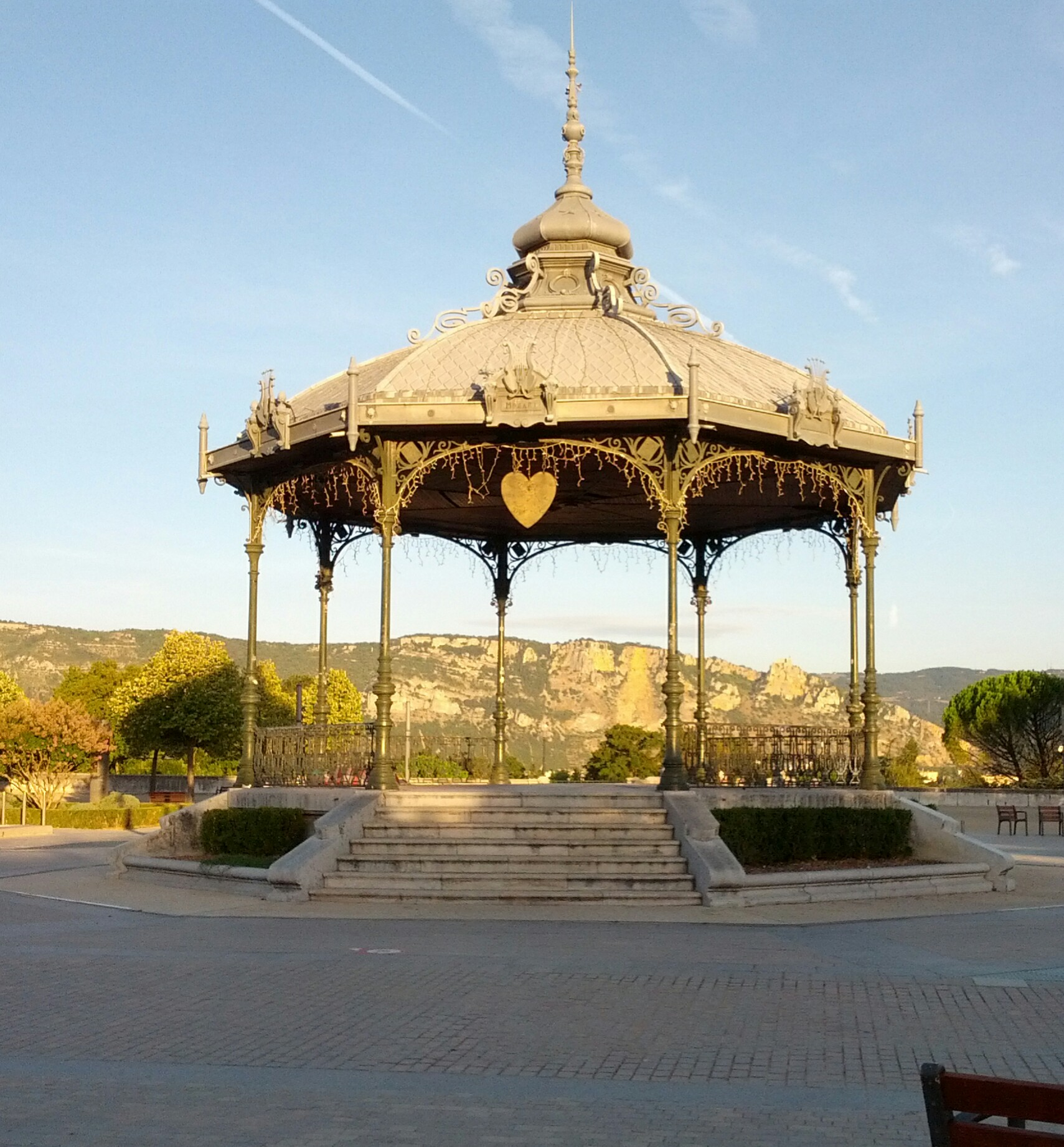
Le kiosque Peynet sur le Champ de Mars à Valence.
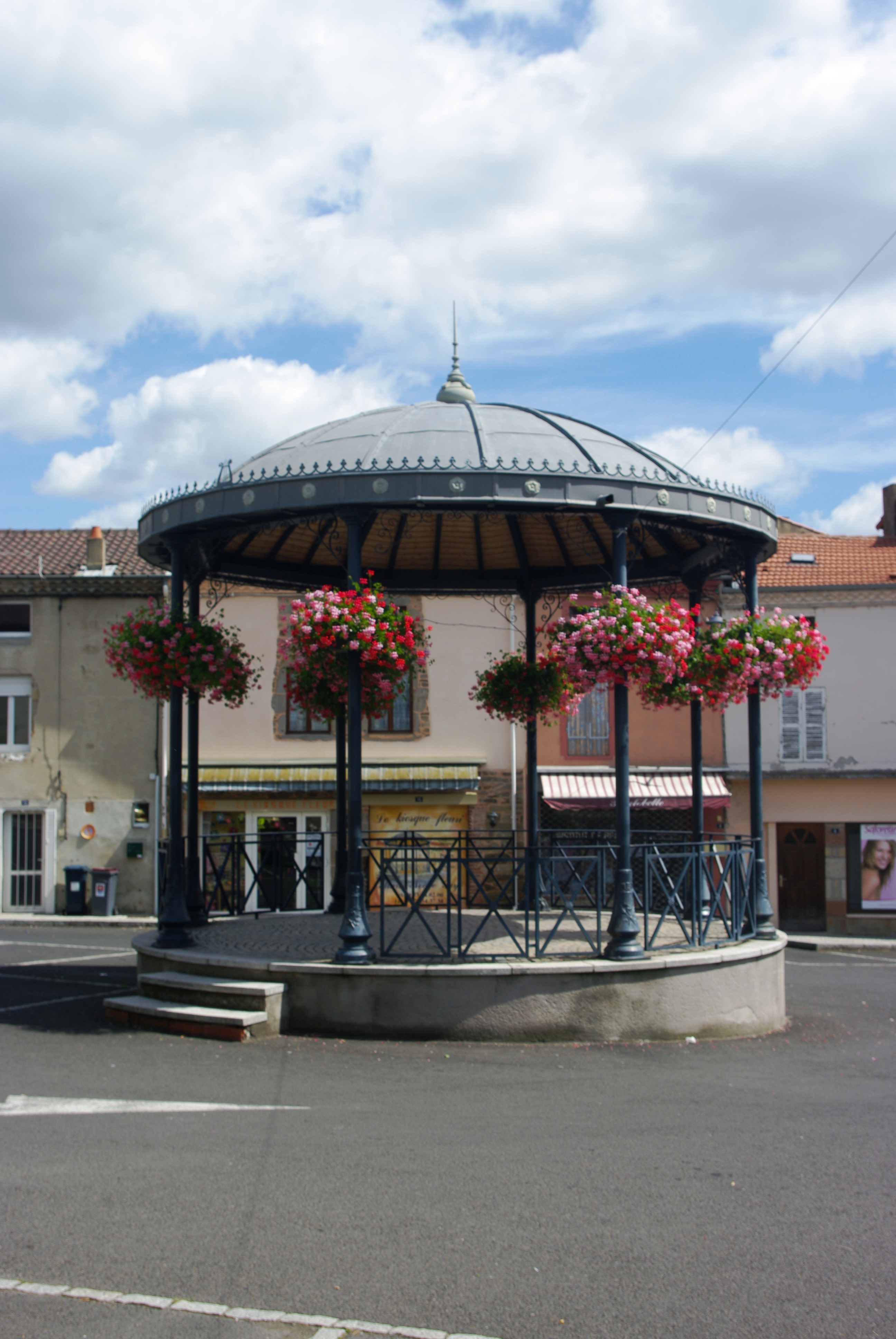
Kiosque Peynet à Brassac-les-Mines.
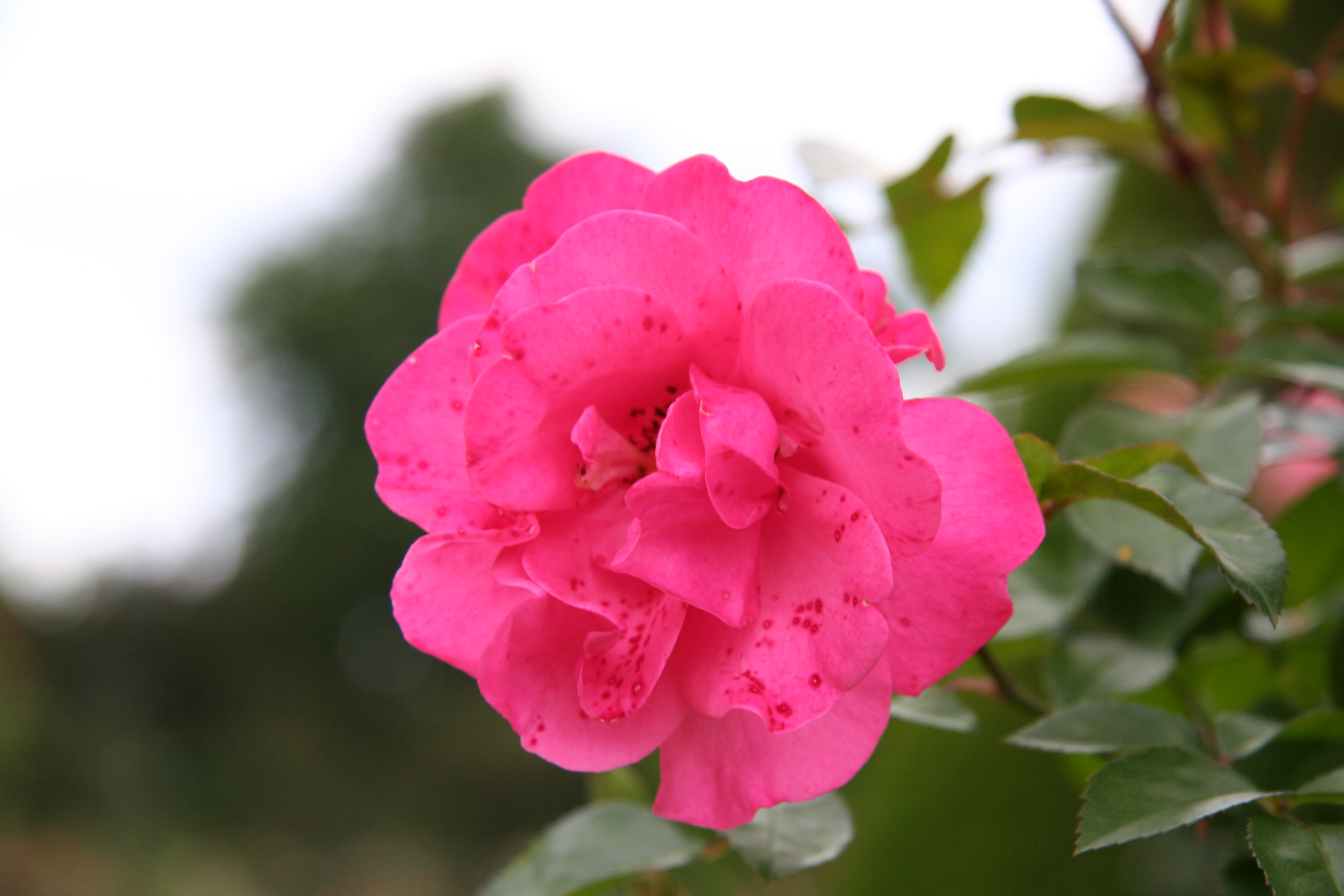
Rose Les Amoureux de Peynet.

## Œuvres
- Eugène Labiche et Marc-Michel, Un chapeau de paille d'Italie. Illustrations de Raymond Peynet. [Paris], Éditions du Bélier, 1943. In-8°, 145 p., 72 illustrations (1 en couverture, 5 à pleine page, 50 vignettes, 16  culs-de-lampe).
- On parle d'amour à Peynet-ville, Del Luca, 1960.
- Avec les yeux de l'amour, Paris, Éditions Denoël, 1967.
- Si on s'aimait, Paris, Éditions Denoël, 1970.
- Comme je t'aime, Paris, Éditions Denoël, 1971.
- Parler d'amour avec tendresse, Paris, Éditions Fayard, 1975, 87 p. (ISBN 978-2-213-00238-5).
- Les Amoureux de Peynet, Paris, Éditions Hoëbeke, 1984, 104 p. (ISBN 978-2-905292-00-1).
- De tout cœur, Paris, Éditions Hoëbeke, 1999 (réimpr. 2010), 197 p. (ISBN 978-2-84230-084-5).

### Filmographie
- Le Tour du monde des amoureux de Peynet, réalisé par Cesare Perfetto, 1974.